# Vogyanoj

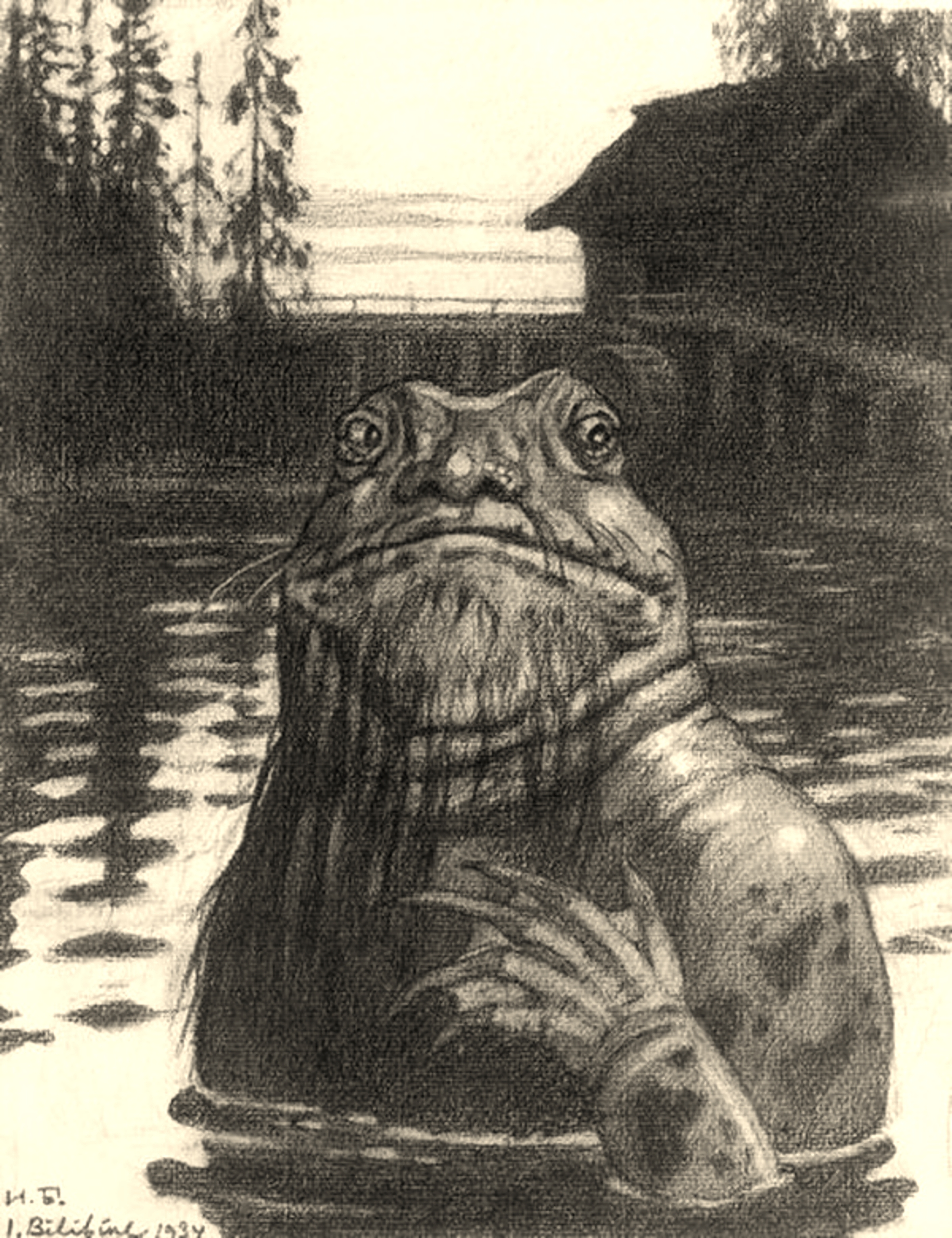
Vogyanoj Ivan Jakovlevics Bilibin festményén

Vogyanoj (oroszul: Водяной) neve az orosz „voda” (вода, azaz víz) szóból származik. A szláv mitológiában rosszindulatú és kegyetlen vízi szellem. ukránul: водяник, lengyelül: wodnik, csehül: vodník, szlovákul: vodník, bolgárul: водник, szerbül: водењак. Az északi népek közül a norvégoknál is megtalálható havmannen néven, a németeknél egyszerűen wassermann.
Általában meztelen öregemberként ábrázolják, halfarokkal, hüllőszerű testtel. Hajókat süllyeszthet el, vagy vízbe rántja az embert és magával viszi a víz alá. Átváltozhat óriás hallá vagy vízbefúlt kisgyerekké is. Ő a ruszalkák, a vízben élő kísértet-lányok apja.
Április 3-án ébred fel téli álmából, és a tengerészek, halászok éjfélkor a vízpartra vonulnak, hogy lóáldozatot mutassanak be Vogyanoj nagyapónak és leányainak. Cserébe sikeressé teszi a halászatot, megvédi az úszót az örvénytől, a hajót a vihartól, zátonyra futástól, a falusiakat az árvíztől. Vannak olyan vidékek is, ahol húscafatokat szórnak a folyóba.
Talán magyar vonatkozása is van Hany Istók történetében.

## Külső hivatkozások
- Szláv házi- és természeti szellemek
- Tolsztoj munkássága[halott link]
- Ünnepek